# Ову, Джордж
Джордж Ову (англ. George Owu; родился 7 июля 1982 года в Аккре, Гана) — ганский футболист, игравший на позиции вратаря.

## Карьера
Большую часть футбольной карьеры провел в Гане. Ову выступал за многие ведущие команды страны. С 2010 по 2013 гг. он защищал ворота египетского клуба «Аль-Масри».

## Карьера в сборной
В 2001 году Ову в составе молодёжной сборной страны стал серебряным призёром чемпионата мира. За сборную Ганы вратарь выступал на Олимпийских играх 2004 года в Афинах. Был в заявке сборной на Чемпионате мира по футболу 2006 года в Германии. Всего за сборную Ганы Ову провел 9 игр.

## Достижения
- Чемпион Ганы — 1 (2003)
- Серебряный призёр Чемпионата мира по футболу среди молодёжных команд - 1 (2001)